# Franz Bertele

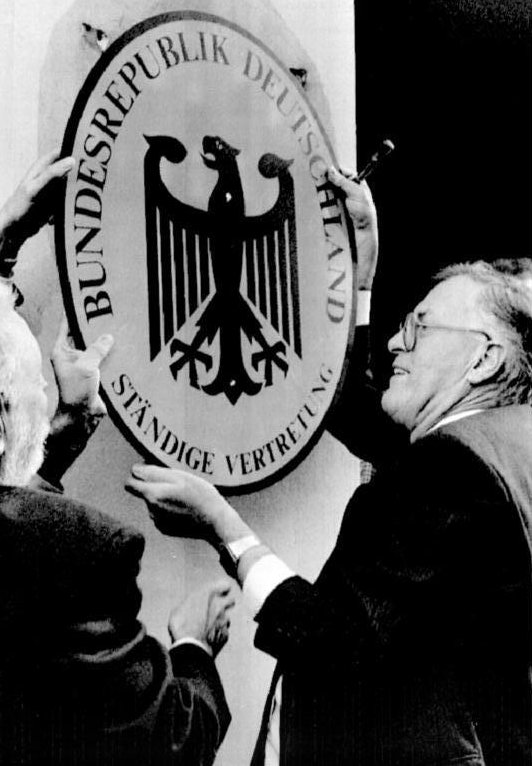
Am 2. Oktober 1990 schraubte der Leiter der Ständigen Vertretung der Bundesrepublik Deutschland bei der DDR, Franz Bertele, eigenhändig das Schild an seinem Dienstgebäude ab. Mit der Deutschen Wiedervereinigung beendete die Mission ihre Arbeit.

Franz Josef Bertele (* 30. Juni 1931 in Weikersheim; † 15. Oktober 2019 in Wachtberg-Pech) war ein deutscher Diplomat.

## Leben
Franz Bertele studierte Jura in Würzburg und Heidelberg. Nach dem Examen trat er 1960 in den Auswärtigen Dienst ein und war unter anderem in Genf, Montreal und Lagos eingesetzt. Von 1977 bis 1980 war er im Bundeskanzleramt tätig, von 1980 bis 1988 im Auswärtigen Amt als Leiter der Rechtsabteilung und der Personalabteilung.
Von 2. Februar 1989 bis 3. Oktober 1990 war Bertele der vierte und letzte Leiter der Ständigen Vertretung der Bundesrepublik Deutschland bei der DDR. Nach der Wiedervereinigung wurde die Vertretung aufgelöst. Danach war Bertele Beauftragter für den deutsch-sowjetischen Aufenthalts- und Abzugsvertrag und Deutscher Vorsitzender der Gemischten Deutsch-Sowjetischen Kommission. Von Juni 1992 bis Oktober 1993 war er Leiter der Deutschen Botschaft in Warschau, von Oktober 1993 bis Juni 1996 war er deutscher Botschafter in Israel. Von 1996 bis 2005 war Franz Bertele Vorsitzender des Vereins zur Förderung des Museums der Geschichte der polnischen Juden.
Bertele war Mitglied der CDU und seit Studientagen der katholischen Studentenverbindung K.St.V. Ripuaria Heidelberg im KV.